# Martti Välikangas
Pour les articles homonymes, voir Välikangas.
Martti Välikangas (né Martti Buddén le 1er août 1893 à Kuopion maalaiskunta – mort le 9 mai 1973 à Helsinki) est un architecte finlandais.

## Biographie
Martti Välikangas passe son baccalauréat en 1911 et obtient son diplôme d'architecte en 1917 de l'école supérieure technique.
Entre 1921 et 1925, il fait des voyages d'études en Italie, Espagne, Afrique du nord, France, Allemagne et en Scandinavie.
Il travaille à Donetsk en Ukraine et en 1918 pour Brändö Villastad et Gösta Juslén.
En 1918–1920, il travaille pour le cabinet de Sigurd Frosterus et Ole Gripenberg.
En 1928–1930, il est rédacteur en chef de la revue Arkkitehti et dans ce rôle il aura une influence notable sur le développement du Fonctionnalisme en Finlande,.
Il est enterré au cimetière de Hietaniemi.

## Ouvrages

### Helsinki
- Artturinlinna (Malminrinne 2–4), (1932)
- Village olympique (fi) (1939–1941) avec Hilding Ekelund,
- Erikinkatu 33 (1933),
- Malminkatu 22 (1936),
- École primaire Apollo (fi) (1936)
- Manège de Ruskeasuo (fi) (1938–1939, 1940, 1947–1952).
- Hôpital des sages-femmes (fi) (1960)

### Mikkeli
- Bâtiment d'entrée du parc des sports de Mikkeli (fi) (1934),
- Mikkelin linja-autoasema (1934),
- Harjun siunauskappeli (1937),
- Jaman liiketalo, suojeluskuntatalo (1938)
- Säästöpankin talo (1940).

### Autres lieux
- Hôpital central de Savonlinna (1955)
- Église de Koikkala (fi), Juva (1959),
- Gare principale de Turku (1940),
- Kymppitalo (fi) (1964), Hyvinkää

## Galerie

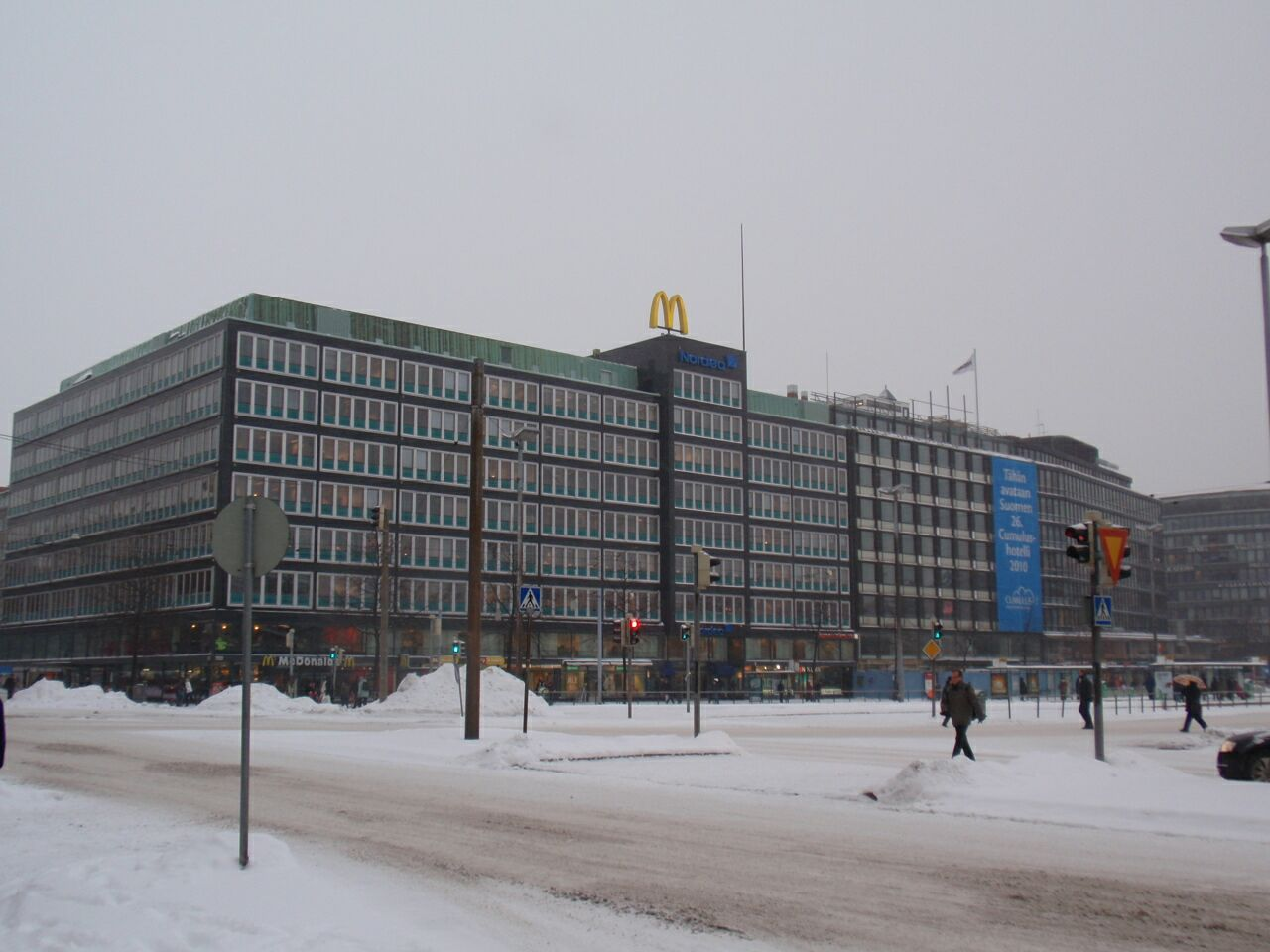
Caisse d'épargne des travailleurs à Hakaniemi[4].
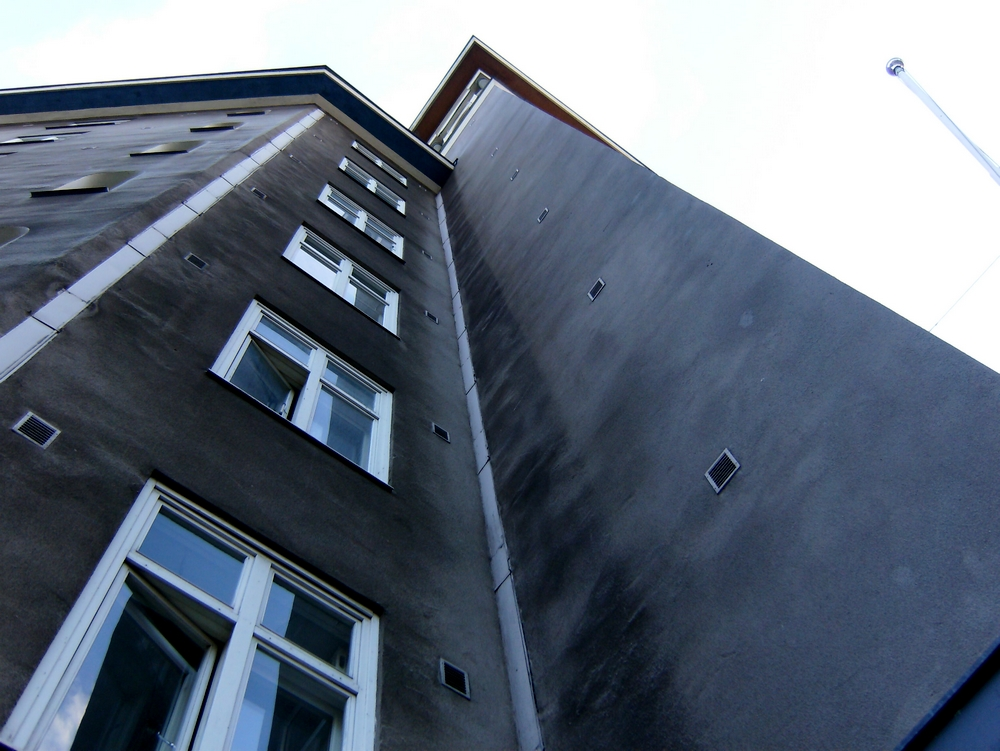
46, rue Albertinkatu à Helsinki.
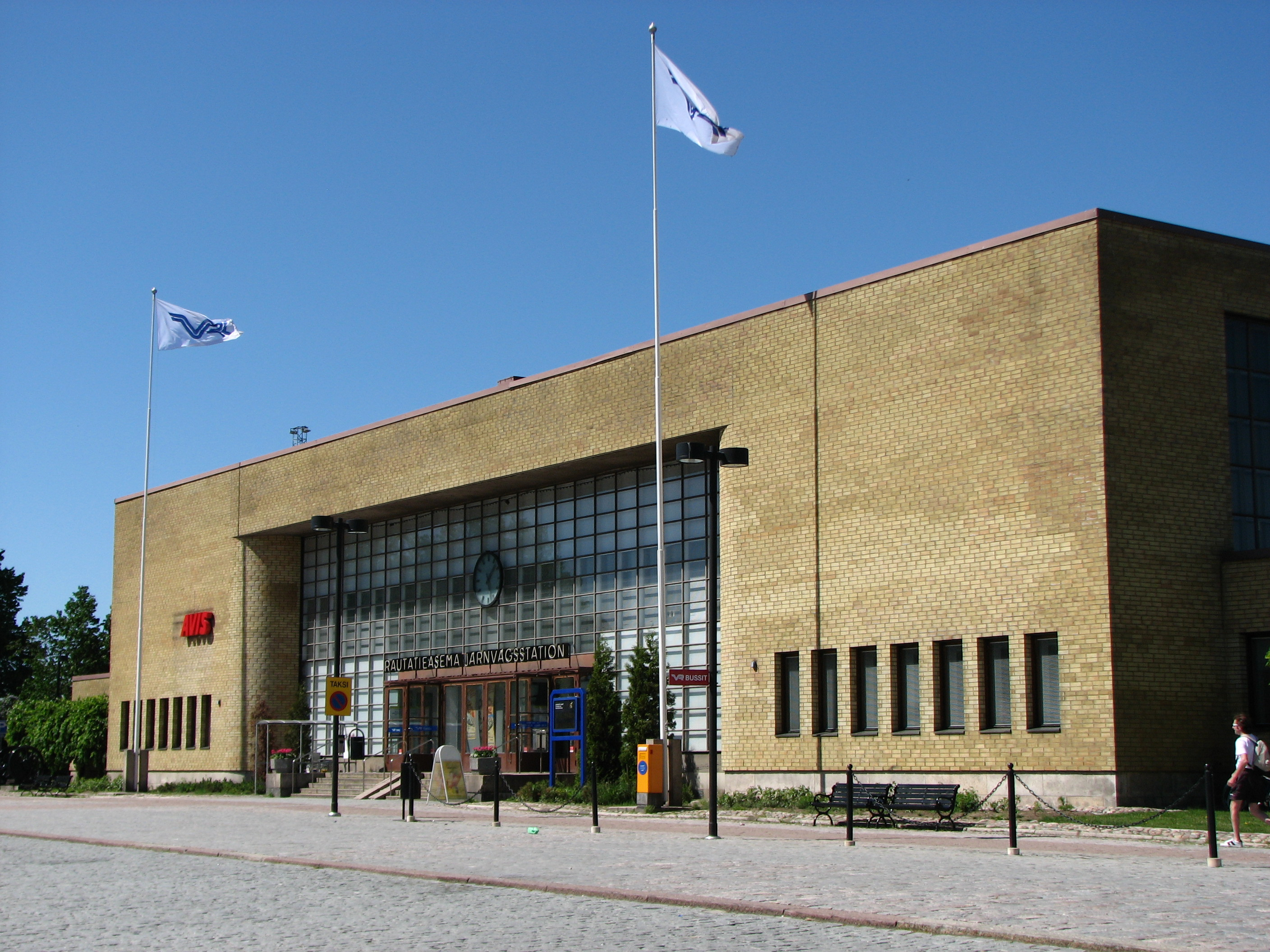
Gare principale de Turku

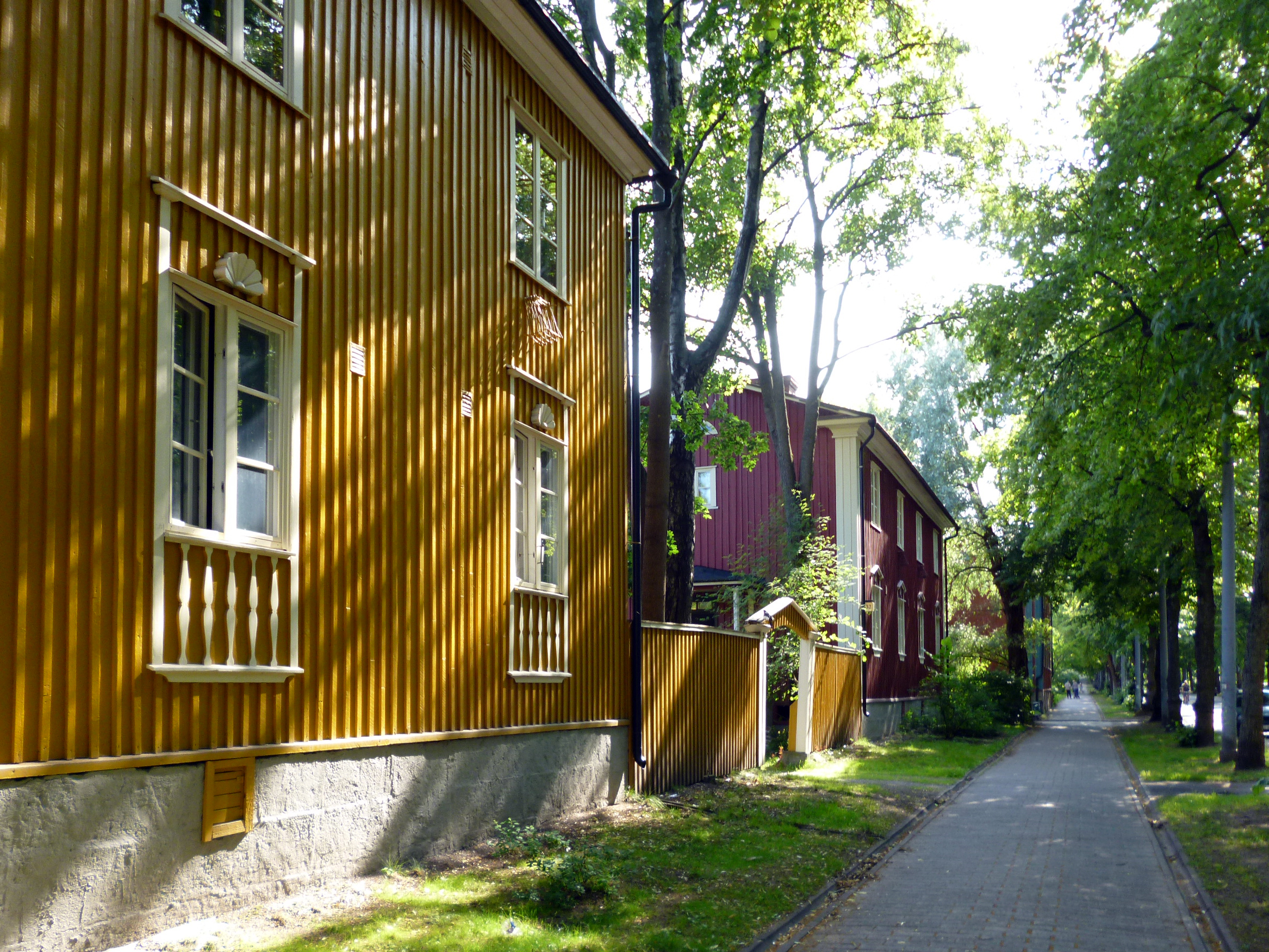
Puu-Käpylä
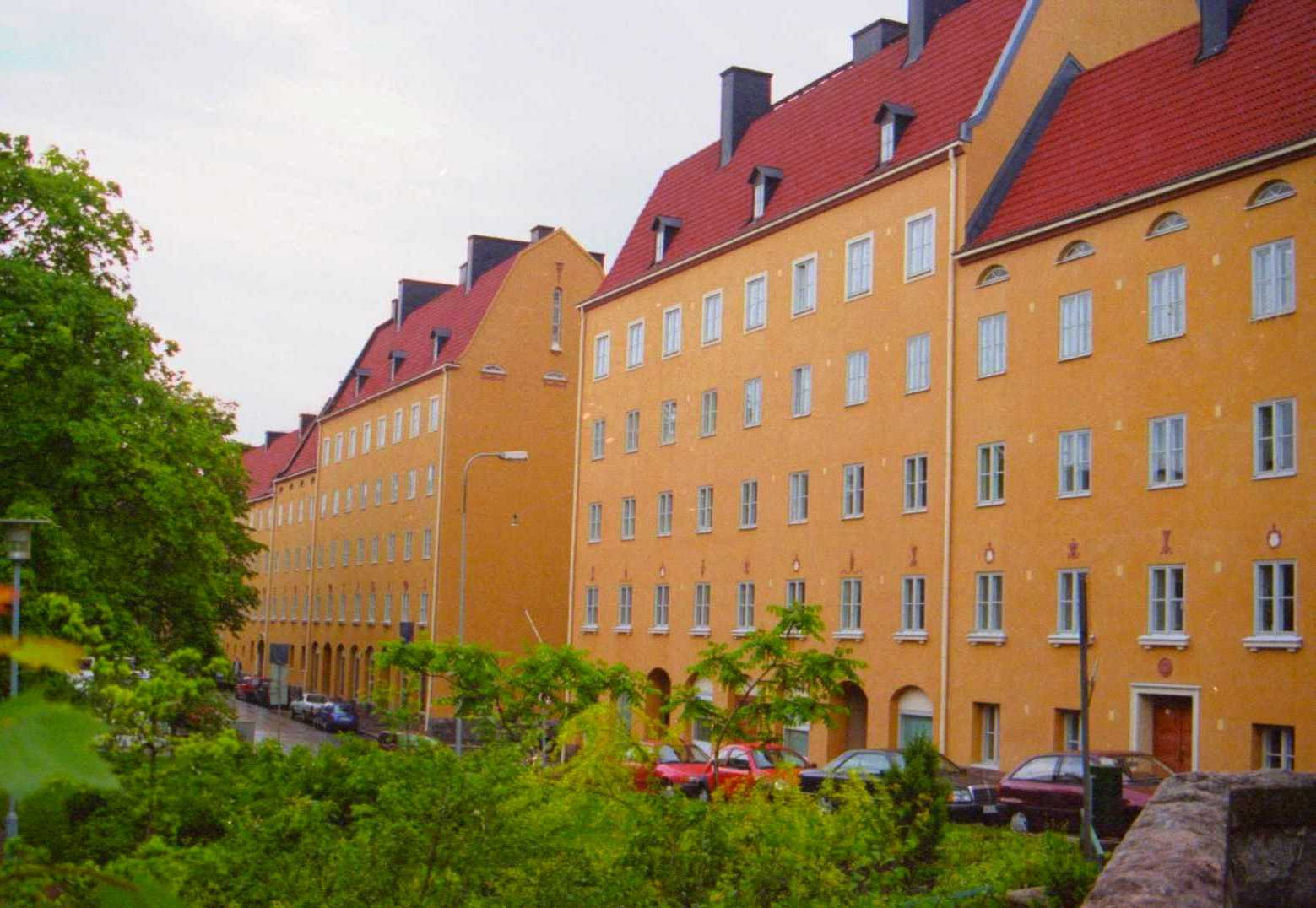
Immeubles d'habitation rue Hauhontie à Vallila.
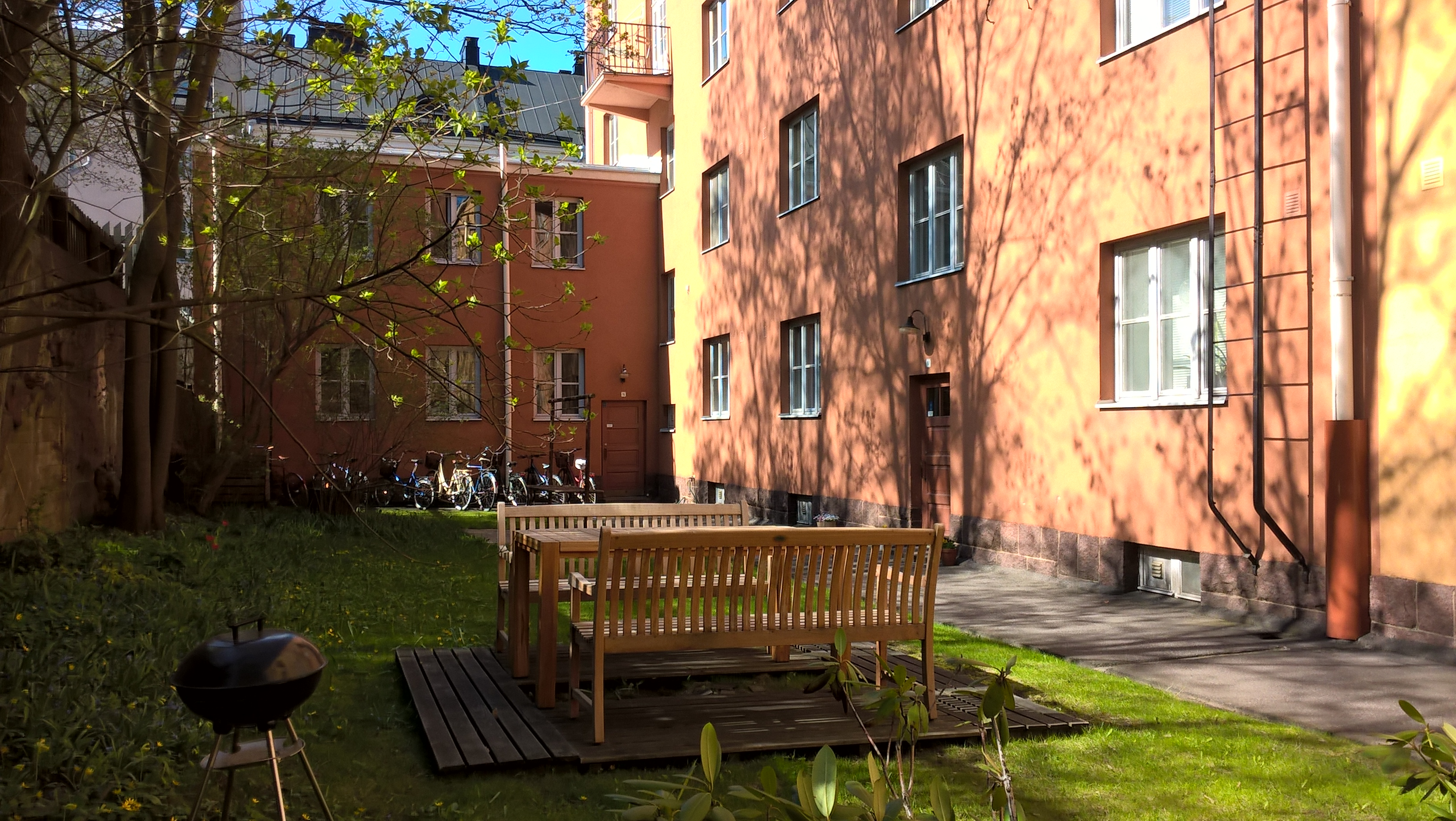
Immeubles d'habitation rue Hauhontie à Vallila.